# Провулок Степана Ерастова
Прову́лок Степана Ерастова — провулок у Солом'янському районі міста Києва, селище Жуляни. Пролягає від вулиці Григорія Гуляницького до кінця забудови.

## Історія
Виник у 2010-х під назвою провулок Крейсера «Аврора». Сучасна назва на честь українського письменника та громадського діяча Степана Ерастова — з 2019 року.